# Leo Fall
Leo Fall, rozený Leopold Fall (2. února 1873 Olomouc – 16. září 1925 Vídeň) byl vídeňský operní a operetní skladatel.

## Život
Leo Fall se narodil 2. února 1873 v Olomouci. Byl nejstarším ze tří synů vojenského kapelníka 9. pěšího pluku Moritze Falla (1884 – 1922). V roce 1882 byl jeho otec přeložen do Lvova a tam Leo studoval na německém gymnáziu. Po maturitě odešel do Vídně studovat na vídeňské konzervatoři. Jeho učiteli byli Robert Fuchs a jeho bratr Johann Nepomuk Fuchs. Z existenčních důvodů školu nedokončil a stal se členem kapely 50. pěšího pluku, který vedl Franz Lehár starší, otec známého operetního skladatele Franze Lehára. Leopoldův otec opustil vojenskou službu, založil v Berlíně vlastní orchestr a zaměstnal v něm všechny své syny. Leo tam působil jako sólový houslista.
V roce 1895 se od otcova orchestru odtrhl a přijal místo dirigenta v Centralhallen-Theater v Hamburku. V Hamburku začal i komponovat. Psal scénickou hudbu ke komediím, které divadlo uvádělo. Po krátkém působení v Kolíně nad Rýnem zakotvil v Berlíně. Stal se dirigentem v divadlech Zentraltheater a Metropoltheater. V roce 1901 uvedl spolu s Victorem Hollaendrem revui Eine feine Nummer. Psal kuplety pro berlínský kabaret „Die bösen Buben“. V roce 1902 měla v Hamburku premiéru jeho opera Paroli oder Frau Denise, která však u obecenstva propadla. Podobný osud měla i opera „Irrlicht“, provedená v roce 1904 v Mannheimu.
Leo Fall se oženil s Bertou Jadassohnovou, dcerou hudebního teoretika a skladatele. Dne 29. listopadu 1905 uvedl ve Vídni v divadle Theater an der Wien operetu Der Rebell. Libreto však bylo poněkud chaotické a nevkusné, že obecenstvo hru vypískalo. Další operetu, Der Fidele Bauer, zase divadlo nepřijalo, kvůli „nevhodné“ (selské) tematice. Libretista Victor León byl ale tak přesvědčen o úspěchu díla, že zorganizoval operetní festival v Hoftheater v Mannheimu a operetu na něm uvedl. Opereta zaznamenala velký úspěch a brzy se hrála ve většině německých divadel. V roce 1906 se skladatel s manželkou přestěhoval do Vídně a věnoval se nadále pouze komponování operet a populárních skladeb.
Mezi ty nejúspěšnější patřila Die Dollarprinzessin (Dolarová princezna) uvedená ještě v roce 1907 a Die geschiedene Frau (Rozvedená paní) z roku 1908. Největší úspěch však zaznamenala opereta Der liebe Augustin (1912), která měla neuvěřitelných 3 360 repriz. V následujících letech napsal mnoho dalších operet, které si získaly značnou oblibu nejen v Evropě, ale i v Americe.
Dne 16. září 1925 těžce onemocněl a na vrcholu své kariéry předčasně ve Vídni zemřel. Je pochován na vídeňském ústředním hřbitově.
Jeho bratři se stali také hudebníky. Zejména Siegfried Fall (1877–1943) se stal známým skladatelem a výborným pianistou. Komponoval opery, symfonie, komorní skladby a písně. Za své dílo získal Mendelssohnovu cenu. Pro svůj židovský původ byl v lednu 1943 deportován do Terezína, kde 10. dubna 1943 zemřel.

## Fallova hudebně dramatická díla
| Český název                                                 | Původní název                             | Žánr                                       | Počet dějství | Libreto | Datum a místo premiéry                              | Datum a místo premiéry v češtině                                                       |
| ----------------------------------------------------------- | ----------------------------------------- | ------------------------------------------ | ------------- | --- | --------------------------------------------------- | -------------------------------------------------------------------------------------- |
| Veselé listy                                                | Lustige Blätter                           | fraška (scénická hudba)                    | 3             | Franz Fuchs | 25. července 1896, Hamburk, Centralhallen-Theater   | –                                                                                      |
| Růžička                                                     | Klein Röschen                             | vaudeville                                 | 1             | Oskar Klein | 1896                                                | –                                                                                      |
| Číslo pluku                                                 | Die Regimentsnummer                       | fraška se zpěvy                            | 1             | Max Reichardt                                                                                                  | ...                                                 | –                                                                                      |
| 1842 (Velký požár v Hamburku)                               | 1842 (Der große Brand in Hamburg)         | „časový obraz“ (scénická hudba)            | 5             | Georg Okonkowski                                                                                               | 1. srpna 1897, Hamburk, Centralhallen-Theater       | –                                                                                      |
| Žhář                                                        | Der Brandstifter                          | „senzační hra“ (scénická hudba)            | 4             | Georg Okonkowski                                                                                               | 1. ledna 1899, Berlín, Ostendtheater (Hamburk?)     | –                                                                                      |
| Hon za štěstím                                              | Die Jagd nach dem Glück                   | výpravná hra (scénická hudba)              | ...           | Carl Weiß | 30. ledna 1900, Berlín, Carl-Weiß-Theater           | –                                                                                      |
| Báječné číslo (spolu s Victorem Holländerem)                | 'ne feine Nummer                          | burleskní výpravná fraška (scénická hudba) | 1 (4 obr.)    | Julius Freund                                                                                                  | 26. prosince 1901, Berlín, Metropoltheater          | –                                                                                      |
| Pani Denise                                                 | Paroli nebo Frau Denise                   | opera                                      | 1             | Ludwig Fernand podle francouzské předlohy                                                                      | 4. října 1902, Berlín, Intimes Theater              | –                                                                                      |
| Žertovat se mu zachtělo                                     | Einen Jux will er sich machen             | výpravná hra (scénická hudba)              | ...           | Johann Nepomuk Nestroy, adaptace Rudolf Bernauer                                                               | 30. ledna 1900, Berlín, Carl-Weiß-Theater           | –                                                                                      |
| Bludička                                                    | Irrlicht                                  | opera                                      | 3             | Ludwig Fernand                                                                                                 | 1905, Mannheim, Hoftheater                          | –                                                                                      |
| Rebel                                                       | Der Rebell                                | opereta                                    | 3             | Rudolf Bernauer a Ernst Welisch                                                                                | 29. listopadu 1905, Vídeň, Theater an der Wien      | –                                                                                      |
| Noha                                                        | Der Fuß                                   | veselohra (scénická hudba)                 | 1             | Rudolf Bernauer                                                                                                | 18. září 1906, Chemnitz, Centraltheater             | –                                                                                      |
| Sedlák pašák (Veselý Matúško, Sedlák filuta, Slovácká krev) | Der fidele Bauer                          | opereta                                    | 3             | Victor Léon podle vlastní lidové hry Die lieben Kinder                                                         | 27. července 1907, Mannheim, Hoftheater             | 19. ledna 1909, Brno, Národní divadlo v Brně                                           |
| Dolarové princezny                                          | Die Dollarprinzessin                      | opereta                                    | 3             | Alfred Maria Willner a Fritz Grünbaum podle hry Die Dollarprinzessinnen Emericha Gattiho a Wilhelma von Trothy | 2. listopadu 1907, Vídeň, Theater an der Wien       | 2. listopadu 1907, Královské Vinohrady, Městské divadlo                                |
| Rozvedená paní                                              | Die geschiedene Frau                      | opereta                                    | 3             | Victor Léon | 23. prosince 1908, Vídeň, Carltheater               | 20. července 1909, Královské Vinohrady, Městské divadlo                                |
| Bratříčku můj                                               | Brüderlein fein                           | lidová hra se zpěvy                        | 1 (5 obr.)    | H. E, Falschholz                                                                                               | 31. prosince 1908, Berlín, Bernhard-Rose-Theater    | –                                                                                      |
| Křik po políčku                                             | Die Schrei nach der Ohrfeige              | veselohra se zpěvy                         | 3             | Fritz Grünbaum a Heinz Reichert                                                                                | 1909                                                | –                                                                                      |
| Bratříčku můj                                               | Brüderlein fein                           | „starovídeňský singspiel“                  | 1             | Julius Wilhelm                                                                                                 | 1. prosince 1909, Vídeň, kabaret Die Hölle          | 11. února 1911, Královské Vinohrady, Městské divadlo                                   |
| Holčička s panenkou (Děvče s panenkou, Děvče s loutkou)     | Das Puppenmädel                           | vaudeville                                 | 3             | Alfred Maria Willner a Leo Stein podle Roberta de Fletse a Gastona de Callaveta                                | 4. listopad 1910, Vídeň, Cartltheater               | 22. října 1911, Brno, Národní divadlo v Brně                                           |
| Krásná Risetta                                              | Die schöne Risette                        | opereta                                    | 3             | Alfred Maria Willner a Robert Bodanzky                                                                         | 19. listopadu 1910, Vídeň, Theater an der Wien      | 22. září 1911, Královské Vinohrady, Městské divadlo                                    |
| Siéna                                                       | Die Sirene                                | opereta                                    | 3             | Alfred Maria Willner a Leo Stein                                                                               | 5. ledna 1911, Vídeň, Johann-Strauß-Theater         | 4. července 1913, Královské Vinohrady, Městské divadlo                                 |
| Věčný valčík                                                | The Eternal Waltz                         | satirická opereta                          | 1             | Austen Hurgon                                                                                                  | 22. prosince 1911, Londýn, Hippodrome               | –                                                                                      |
| Náš Gustýnek (revidovaná verze Rebela)                      | Der liebe Augustin                        | opereta                                    | 3             | Rudolf Bernauer a Ernst Welisch                                                                                | 3. února 1912, Berlín, Neues Theater                | 14. prosince 1912, Královské Vinohrady, Městské divadlo                                |
| Na rynečku před sto lety                                    | Die Studentengräfin oder Die stille Stadt | „singspiel ze starých dobrých časů“        | 3             | Victor Léon podle námětu Georga Fuchse                                                                         | 18. ledna 1913, Berlín, Theater am, Nollendorfplatz | 14. října 1916, Smíchov, Aréna na Smíchově                                             |
| Noční rychlík                                               | Der Nachtschnellzug                       | operetní veselohra                         | 1 (4 obr.)    | Victor Léon a Leo Stein                                                                                        | 20. prosince 1913, Vídeň, Johann-Strauß-Theater     | –                                                                                      |
| Sufražetky                                                  | Jung England                              | opereta                                    | 3             | Rudolf Bernauer a Ernst Welisch                                                                                | 14. února 1914, Berlín, Montis Operettentheater     | 8. května 1915, Královské Vinohrady, Městské divadlo                                   |
| Umělý člověk                                                | Der künstliche Mensch                     | opereta                                    | 2 (3 obr.)    | Alfred Maria Willner a Rudolf Österreicher                                                                     | 2. října 1915, Berlín, Theater des Westens          |                                                                                        |
| Královská láska též Císařovna                               | Die Kaiserin / Fürstenliebe               | opereta                                    | 3             | Julius Brammer a Alfred Grünwald podle Franze von Schönthana                                                   | 16. října 1915, Berlín, Metropoltheater             | 3. dubna 1917, Královské Vinohrady, Městské divadlo                                    |
| Tantalus v podkroví (přepracované Paroli)                   | Tantalus im Dachstuberl                   | opera                                      | 1             | Ludwig Fernand                                                                                                 | 26. března 1916, Würzburg, Stadttheater             | –                                                                                      |
| Námořníkova milá (spolu s Franzem Ferdinandem Warnkem)      | Seemannsliebchen                          | vaudeville-opereta                         | 3             | Carl Hermann a Max Berger                                                                                      | 4. září 1916, Berlín, Walhalla-Theater              | –                                                                                      |
| Stambuská růže (Růže ze Stambulu)                           | Die Rose vom Stambul                      | opereta                                    | 3             | Julius Brammer a Alfred Grünwald                                                                               | 2. prosince 1916, Vídeň, Theater an der Wien        | 13. června 1917, České Budějovice, Městské divadlo (Východočeská divadelní společnost) |
| Ministerská předsedkyně (revidovaná verze Sufražetek)       | Frau Ministerpräsident                    | opereta                                    | 3             | Rudolf Bernauer a Ernst Welisch                                                                                | 3. února 1920, Drážďany, Residenztheater            | –                                                                                      |
| Zlatý pták                                                  | Der goldene Vogel                         | opera                                      | 3             | Julius Wilhelm a Paul Frank                                                                                    | 21. května 1920, Drážďany, Staatsoper               | –                                                                                      |
| Španělský slavíček                                          | Die spanische Nachtigall                  | opereta                                    | 3             | Rudolph Schanzer a Ernst Welisch                                                                               | 18. listopadu 1920, Berlín, Berliner Theater        | 9. března 1922, Praha, Vinohradská zpěvohra                                            |
| Pouliční zpěvačka                                           | Die Straßensängerin                       | opereta                                    | 3             | August Neidhart a Lo Portem                                                                                    | 24. září 1921, Berlín, Metropoltheater              | 26. května 1922, Praha, Vinohradská zpěvohra                                           |
| Cudný Ambrož                                                | Der heilige Ambrosius                     | hudební komedie                            | 1             | Alfred Maria Willner a Arthur Rebner                                                                           | 3. listopadu 1921, Berlín, Künstlertheater          | 5. června 1923, Brno, Národní divadlo v Brně                                           |
| Madame Pompadour                                            | Madame Pompadour                          | opereta                                    | 3             | Rudolph Schanzer a Ernst Welisch                                                                               | 9. září 1922, Berlín, Berliner Theater              | 4. března 1923, Plzeň, Městské divadlo                                                 |
| Sladký kavalír                                              | Der süße Kavalier                         | opereta                                    | 3             | Rudolph Schanzer a Ernst Welisch                                                                               | 11. prosince 1923, Vídeň, Apollotheater             | 1. října 1926, Ostrava, Národní divadlo moravskoslezské                                |
| Mládí v máji (z pozůstalosti upravil Jean Gilbert)          | Jugend im Mai                             | singspiel                                  | 3             | Rudolph Schanzer a Ernst Welisch                                                                               | 22. října 1926, Drážďany, Zentraltheater            | –                                                                                      |
| Růže z Floridy (sestavil a upravil Erich Wolfgang Korngold) | Rosen aus Florida                         | opereta                                    | 3             | Alfred Maria Willner a Heinz Reichert                                                                          | 22. února 1929, Vídeň, Theater an der Wien          | 14. prosince 1929, Praha, Aréna na Smíchově                                            |